# 120 battements par minute
120 battements par minute is een Franse film uit 2017, geschreven en geregisseerd door Robin Campillo. De film ging op 20 mei in première op het filmfestival van Cannes in de competitie voor de Gouden Palm, waar het vier prijzen won waaronder de Grand Prix du Jury.

## Verhaal
Parijs, begin jaren 1990 en aids doodt al bijna 10 jaar een heleboel mensen. De militanten van Act Up-Paris drijven hun acties op tegen de algemene onverschilligheid die er heerst (gebaseerd op ware gebeurtenissen). Nathan, een nieuwkomer in de groep is overweldigd door het radicalisme van Sean, die zijn laatste krachten gebruikt tijdens de acties.

## Rolverdeling
| Acteur                 | Personage           |
| ---------------------- | ------------------- |
| Nahuel Perez Biscayart | Sean                |
| Arnaud Valois          | Nathan              |
| Adèle Haenel           |                     |
| Antoine Reinartz       | Thibault            |
| Felix Maritaud         | Max                 |
| Ariel Borenstein       | Jeremie             |
| Aloïse Sauvage         | Eva                 |
| Caroline Piette        | Presentatrice ARCAT |

## Productie
De film werd geselecteerd als Franse inzending voor de beste niet-Engelstalige film voor de 90ste Oscaruitreiking maar werd niet genomineerd.

## Prijzen en nominaties
De film verzilverde 6 nationale César prijzen evenals Franse Lumières-prijzen en haalde ook diverse internationale nominaties en bekroningen.
De belangrijkste:
| Jaar | Prijs                      | Categorie                                                 | Genomineerde(n)                    | Uitslag  |
| ---- | -------------------------- | --------------------------------------------------------- | ---------------------------------- | -------- |
| 2017 | Filmfestival San Sebastián | Premio Sebastiane                                         | 120 battements par minute          | Gewonnen |
| 2017 | Filmfestival van Cannes    | Grand Prix Prix FIPRESCI Prix François Chalais Queer Palm | 120 battements par minute          | Gewonnen |
| 2017 | National Board of Review   | Beste niet-Engelstalige film (ex-aequo met Loveless)      | 120 battements par minute          | Gewonnen |
| 2018 | Prix Lumières              | Beste film                                                | 120 battements par minute          | Gewonnen |
| 2018 | Prix Lumières              | Beste regie                                               | Robin Campillo                     | Gewonnen |
| 2018 | Prix Lumières              | Beste acteur                                              | Nahuel Pérez Biscayart             | Gewonnen |
| 2018 | Prix Lumières              | Beste jong mannelijk talent                               | Arnaud Valois                      | Gewonnen |
| 2018 | Prix Lumières              | Beste scenario                                            | Robin Campillo en Philippe Mangeot | Gewonnen |
| 2018 | Prix Lumières              | Beste filmmuziek                                          | Arnaud Rebotini                    | Gewonnen |
| 2018 | César Awards               | Beste film                                                |                                    | Gewonnen |